# Hötjärnen (Ockelbo socken, Gästrikland, 675957-152290)
Hötjärnen är en sjö i Ockelbo kommun i Gästrikland och ingår i Testeboåns huvudavrinningsområde. Sjön har en area på 0,0392 kvadratkilometer och ligger 236,3 meter över havet.

## Delavrinningsområde
Hötjärnen ingår i det delavrinningsområde (676013-152060) som SMHI kallar för Mynnar i Källsjön. Medelhöjden är 297 meter över havet och ytan är 9,26 kvadratkilometer. Det finns inga avrinningsområden uppströms utan avrinningsområdet är högsta punkten. Vattendraget som avvattnar avrinningsområdet har biflödesordning 3, vilket innebär att vattnet flödar genom totalt 3 vattendrag innan det når havet efter 83 kilometer. Avrinningsområdet består mestadels av skog (83 procent). Avrinningsområdet har 0,1 kvadratkilometer vattenytor vilket ger det en sjöprocent på 1,1 procent.